# Eclissi solare del 28 marzo 1922
L'eclissi solare del 28 marzo 1922 è un evento astronomico che ha avuto luogo il suddetto giorno attorno alle ore 13.05 UTC. L'eclissi, di tipo anulare, è stata visibile  in Perù, Brasile, Africa occidentale francese (parti ora appartenenti a Senegal, Mauritania e Mali), Colonia e Protettorato del Gambia (l'attuale Gambia) inclusa la capitale Banjul, Algeria francese (l'odierna Algeria), Libia italiana (l'odierna Libia), Egitto, Regno di Hejaz e Sultanato del Nejd (ora appartenente all'Arabia Saudita) e Kuwait britannico.
L'eclissi è durata 7 minuti e 50 secondi.

## Eclissi correlate

### Eclissi solari 1921 - 1924
Questa eclissi è un membro di una serie semestrale. Un'eclissi in una serie semestrale di eclissi solari si ripete approssimativamente ogni 177 giorni e 4 ore (un semestre) a nodi alternati dell'orbita della Luna.

### Ciclo di Saros 128
Questa eclissi è un membro del ciclo di Saros 128, che include 73 eclissi che si verificano a intervalli di 18 anni e 11 giorni. La serie è iniziata con l'eclissi solare parziale il 29 agosto 984 d.C. Dal 16 maggio 1417 al 18 giugno 1471 la serie produsse eclissi solari totali, seguite da eclissi solari ibride dal 28 giugno 1489 al 31 luglio 1543 ed eclissi solari anulari dall'11 agosto 1561 al 25 luglio 2120. La serie termina al membro 73 con un'eclissi parziale il 1 ° novembre 2282. Tutte le eclissi di questa serie si verificano durante il nodo discendente della Luna.